# Elemental Master
Elemental Master (エレメンタルマスター en japonais) est un jeu vidéo de shoot them up sorti en 1990 sur Mega Drive. Le jeu a été développé et édité par TecnoSoft.